# Entomologische oorlogvoering

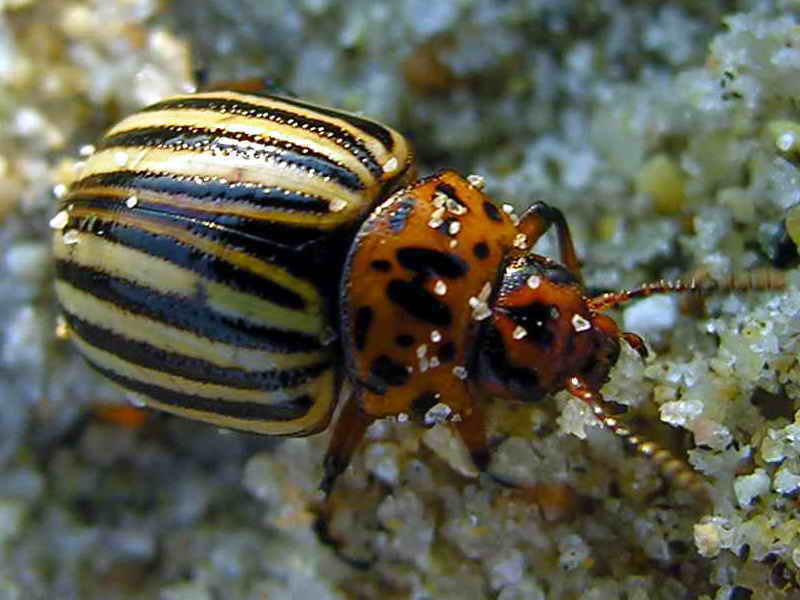
In de Tweede Wereldoorlog werd overwogen de coloradokever als wapen in te zetten.

Entomologische oorlogvoering is een vorm van biologische oorlogvoering door middel van insecten.
Bijvoorbeeld besmette vlooien die pest kunnen overdragen loslaten in gebieden van de tegenstander. Entomologie is die tak van de zoölogie die zich bezighoudt met de studie van insecten.